# Dictionary of National Biography
O Dictionary of National Biography (DNB) (em português: Dicionário da Biografia Nacional) é um dicionário biográfico em língua inglesa, publicado pela primeira vez de 1885 a 1901 em 63 volumes, no qual aparecem em ordem alfabética, pelo  sobrenome, a biografia de eminentes personalidades que viveram no Reino Unido.

## História
A obra foi criada por volta de 1880 pelo editor George Smith (1824-1901) da casa editora Smith, Elder & Co. segundo um modelo análogo em língua francesa e em alemão publicada no século XIX. Smith deu a direcção a Leslie Stephen quem foi director desde o 1882 ao 1891. O primeiro volume apareceu a 1 de janeiro de 1885. Depois do despedimento de Stephen, em maio de 1891, a direcção passou a seu colaborador Sidney Lee (1859-1926) que terminou a obra no verão do 1900.
Em 1901 publicaram-se três volumes suplementares compreendendo a biografia das personalidades falecidas desde 1885 até 22 de janeiro de 1901 (dia da morte da rainha Vitória). Depois de um volume de "Erratas", publicado em 1904, o dicionário foi reimpresso com revisões menores em 22 volumes entre 1908 e 1909.
O Dictionary of National Biography foi cedido pela editora Smith, Elder & Co. à Oxford University Press em 1917. Tem sido reimpressa e revista numerosa vezes ao longo do século XX até 1996, ano em que se realizou uma nova edição completamente revista com o título Oxford Dictionary of National Biography (ODNB). A ODNB publicou-se em 60 volumes a partir de 23 de setembro de 2004 e actualmente está disponível online baixo subscrição.